# Beth Hirsch
Beth Hirsch (Tampa, 18 oktober 1967) is een Amerikaans zangeres die in het folkrockgenre actief is. Ze is echter het meest bekend vanwege de hit All I Need, die ze zong voor het Franse duo Air. Mede door dit succes werd Hirsch geregeld gevraagd voor samenwerkingen met danceproducers zoals Joey Negro en D*Note. 

## Biografie
Hirsch groeit op in Tampa waar haar vader bij de luchtmacht werkt. In haar jeugd wordt ze door haar ouders enthousiast gemaakt voor cultuur en begint ze met toneel spelen. Ook is ze een groot liefhebber van soulmuziek. Ze verhuist in 1992 naar Boston om te gaan studeren. Daar werkt ze aanvankelijk in theaters en ontdekt ze dat zingen haar ook wel ligt. Ze woont ook een tijd in New York al is valt het opbouwen van een carrière als artiest zwaar. In de late jaren negentig vertrekt een kennis van haar naar Frankrijk om als au pair te gaan werken en in haar vrije tijd ervaring op te doen. Beth besluit dit ook te gaan doen en komt in Parijs terecht. Hier zet ze in haar vrije uren haar zangactiviteiten voort. In 1997 verschijnt de single Miner's Son, die mede door de Franse producer  Marc Collin (Nouvelle Vague) wordt geproduceerd. Ze woont dan in de wijk Montmartre in Parijs. In diezelfde wijk wonen dan Nicolas Godin and Jean-Benoît Dunckel en van de Franse groep Air. Wanneer Godin tijdens een opnamesessie in de studio van Collin is, hoort hij haar zingen en wil hij ook muziek met haar opnemen. Met Beth neemt Air de nummers All I Need en You Make it Easy op voor het album Moon Safari (1998). Dit album wordt een groot succes en All I Need bereikt in enkele landen zelfs de hitlijsten. Het succes van Air zet ook Beth Hirsch op de kaart. Zo gaat ze mee op de Europese tournee voor Terry Callier. Voor het Duitse label Studio !K7 neemt ze het album Early Days (2000) op, waarop ze haar eigen folkrock-geluid laat horen. Titles & Idols (2001) ligt wat meer in het verlengde van haar elektronica bijdragen voor Air. In het kielzog van haar hit kreeg ze meer aanbiedingen voor samenwerking. In 2002 werkte ze samen met Joey Negro aan diens Jakatta-project. Het nummer One Fine Day wordt een bescheiden hit. Ook producer D*Note maakt van haar zang gebruik. Eerst op de plaat D*Votion 2000 (1999). Later nemen ze samen het album Laguna (2006) op met daarop diverse covers van Chic, Joni Mitchell, Roy Ayers en Crosby, Stills & Nash. In 2007 verschijnt Wholehearted dat naast folkrock ook jazz-elementen laat horen. Daarna wordt ze minder actief. Zo nu en dan duikt ze op bij producties van andere producers. In het najaar van 2020 verschijnt weer een nieuw album dat Love Is For Everyone heet.

## Discografie

### Albums
- Early Days (2000)
- Titles & Idols (2001)
- Laguna (2006)
- Wholehearted (2007)
- Love Is For Everyone (2020)

| Single met eventuele hitnotering(en) in de Nederlandse Top 40 | Datum van verschijnen | Datum van binnenkomst | Hoogste positie | Aantal weken | Opmerkingen |
| ------------------------------------------------------------- | --------------------- | --------------------- | --------------- | ------------ | ----------- |
| All I Need                                                    |                       | 16-01-1999            | 25              | 7            | met Air     |
| One Fine Day                                                  |                       | 22-03-2003            | tip14           | -            | met Jakatta |

- Bibliothèque nationale de France: cb140093899 (data)
- Gemeinsame Normdatei: 135186560
- International Standard Name Identifier: 0000 0000 5518 1137
- Library of Congress Control Number: no2006133009
- MusicBrainz: e3b3de77-0e3f-4c51-b4f5-b99d6df42c66
- Virtual International Authority File: 255300161
- WorldCat: E39PBJbxGfDwm98Y67G7FgcgKd